# Clos Jordan
Le clos Jordan est une maison située à Vault-de-Lugny, en France.

## Localisation
La maison est située dans le département français de l'Yonne, sur la commune de Vault-de-Lugny.

## Description
La maison date de Louis XIII (XVIIe siècle).

## Historique
L'édifice est inscrit au titre des monuments historiques en 1971.